# Heriades glomerans
Heriades glomerans är en biart som beskrevs av August Schletterer 1889. Heriades glomerans ingår i släktet väggbin, och familjen buksamlarbin. Inga underarter finns listade i Catalogue of Life.